# 新飞集团
河南新飞电器集团有限公司（简称新飞电器集团、新飞集团）是中华人民共和国的国有电器及车辆生产企业，总部位于河南省新乡市，原为新乡市市属国有企业。新飞集团历史可追溯至1991年，1994年8月与新加坡丰隆亚洲以及新加坡豫新电器（由河南省驻新加坡办事处创办）三方合资，组建河南新飞电器有限公司，新飞集团拥有绝对控股权，其财务早期也由新飞电器负责代管。2002年新飞集团、新飞电器实现业务分离。2010年5月11日，新飞集团重组，根据新乡市政府的重组计划，新飞集团的核心资产划转给中航工业所属的中航机电系统有限公司，非核心资产原则上实施重组改制或划转给新乡市投资集团属下的新飞投资。目前该公司由中航资产管理有限公司100%持股。
目前新飞集团主营冷藏车、房车、豪华车改装业务。集团现时亦失去新飞电器的控股权。

## 历史
1991年12月18日，经河南省人民政府批准，以新乡电冰箱总厂为基础，联合省内外数十家电冰箱配套件生产厂家、大专院校和科研机构，组建成立河南新飞电器集团。1994年1月18日，河南新飞电器集团改制为河南新飞电器（集团）股份有限公司。当时员工内部持股比例占17.04%，国有资产股权比例占82.96%。1994年8月，新飞电器集团与新加坡丰隆亚洲以及新加坡豫新电器（由河南省驻新加坡办事处创办）三方合资，组建河南新飞电器有限公司，新飞集团拥有绝对控股权。在1994年至2002年间，新飞集团并无一名员工，也未开展任何实质性经营活动，其财务也由新飞电器负责代管。
2002年，新飞集团、新飞电器实现业务分离。同年2月，在新飞前身——新乡市无线电设备厂做工人起家的第二代掌门人李根正式出任新飞集团董事长。李根任职期间，他提出了“双手划船，两船并进”、“一业为主，多元扩张”的发展战略，先后设立了投资公司、专用车公司、信息公司、电子公司、科技公司、计算机公司、房地产公司、商贸公司、自动售货机公司、保险经纪公司、担保公司、鹤壁无线电四厂、农用车厂、上海新飞投资公司、厢式车厂、旅游公司、担保公司、保险经纪公司等20多家公司。至2004年6月，新飞集团本部及20多个子公司几乎全面亏损，至10月发生欠薪事件，且付不起银行贷款利息，银行开始联手不给新飞集团贷款。因此在2004年8月25日，新飞集团第二届董事会决定对业已投资的项目进行关停并转，并招聘了8名从事投融资业务超过10年、业绩突出、研究生以上学历的人才，配备优秀管理人才，组建了高素质的投资管理团队，并对已投资的近20个项目进行了区分整顿。新飞集团还提出了“二次创业”计划，即围绕三大产业（后将工程塑料产业从家电制造业中单列出来，形成四大产业），年新增销售收入实现超过30亿元的目标。在2005年时，新飞集团的四大支柱产业已经确立，并拓展了中央空调、太阳能等产品。
2010年5月11日，新飞集团重组，根据新乡市政府的重组计划，新飞集团的核心资产划转给中航工业所属的中航机电系统有限公司，非核心资产原则上实施重组改制或划转给新乡市投资集团属下的新飞投资。
2015年5月8日，新飛集團宣布成功並購法國冷藏車公司Lamberet SAS的100％股權，成为跨国运营企业。
2017年10月30日，旗下子公司河南新飞电器有限公司、河南新飞制冷器具有限公司、河南新飞家电有限公司3家公司向河南新乡中级人民法院递交重整申请。
2018年6月29日，康佳集团旗下子公司安徽康佳电器科技有限公司以4.55亿元的报价，竞得了河南新飞电器有限公司、河南新飞制冷器具有限公司、河南新飞家电有限公司100%股权。

## 业务
集团现时主营冷藏车、房车、豪华车改装业务。

## 商标权
根据2009年新飞电器、新飞集团签订的知识产权协议约定，新飞电器拥有“新飞”冰箱、洗衣机和空调产品的商标权；而新飞集团则拥有“新飞”其他电器产品的商标权。2012年，新飞电器更换为新的“海鸥”标志，有消息称，此次换新标，标志着新飞电器将与原有的新飞品牌和新乡市政府划清界限，故此做法存在一定的争议。
另外，在2008年9月18日，新飞集团与深圳某公司签订合资合作协议，合资设立河南新飞数码电器公司，双方均未约定，以“新飞”商标作价入股。2009年2月，经河南新飞集团与下属河南新飞电器有限公司及政府谈判，新飞集团重新获取了商标注册号分别为1266856和4448724的“新飞”商标（商品分类为小家电类）。但时任新飞集团总经理的徐晓东，未对新飞商标转让事宜单独报批、国资委也未就新飞商标转让事宜作出任何批复的情况下，于2010年2月11日擅自同意将商标注册号分别为1266856和4448724的“新飞”小家电类商标，零价款转让给河南新飞数码科技有限公司，而被转让商标价值约为1500余万元。商标被转让后，河南新飞数码科技有限公司对外授权收取贴牌费1297.9万余元，导致大量国有资产流失。事发后，新乡市检察院接到群众举报后介入调查，目前已有多名企业负责人被判刑。